# Araçarí
Araçarí (a vegades escrit com a aracari) és el nom que genèricament s'aplica a un grup d'espècies de tucans, que formen el gènere Pteroglossus. Són ocells de la família dels ramfàstids (Ramphastidae) i l'ordre dels piciformes.

## Morfologia
- Són tucans menors i més esvelts que els del gènere Ramphastos.
- El plomatge és negre o verd fosc per sobre i groc per sota, creuat per una o dues bandes negres o roges. Baig ventre roig i cap i coll, normalment, negres.
- El bec pot incloure els colors vermell, ivori o negre.[1]

## Hàbitat i distribució
Habiten la selva humida de la zona neotropical per sota dels 1500 m.

## Hàbits
Totes les espècies són bàsicament frugívores, però també consumeixen insectes i altres animals petits. Són aus sedentàries i arbòries.
Crien en forats als arbres, on ponen 2–4 ous blancs.
Són tucans atípics, en el sentit que dormen socialment durant tot l'any. Fins a sis adults i joves s'associen per a dormir al mateix forat, amb les cues doblades sobre les espatlles.

## Taxonomia
S'han descrit 15 espècies dins aquest gènere:
- araçarí verd (Pteroglossus viridis).
- araçarí becmarcat (Pteroglossus inscriptus).
- araçarí de Humboldt (Pteroglossus humboldti).
- araçarí collroig oriental (Pteroglossus bitorquatus).
- araçarí collroig occidental (Pteroglossus sturmii).
- araçarí d'Azara (Pteroglossus azara).
- araçarí collnegre (Pteroglossus aracari).
- araçarí collbrú (Pteroglossus castanotis).
- araçarí de bandes (Pteroglossus pluricinctus).
- araçarí de collar (Pteroglossus torquatus).
- araçarí sanguini (Pteroglossus sanguineus).
- araçarí becclar (Pteroglossus erythropygius).
- araçarí de Frantzius (Pteroglossus frantzii).
- araçarí cresp (Pteroglossus beauharnaesii).
- araçarí daurat (Pteroglossus bailloni).